# Idaea oberthuriata
Idaea oberthuriata là một loài bướm đêm trong họ Geometridae.